# 加格斯台河

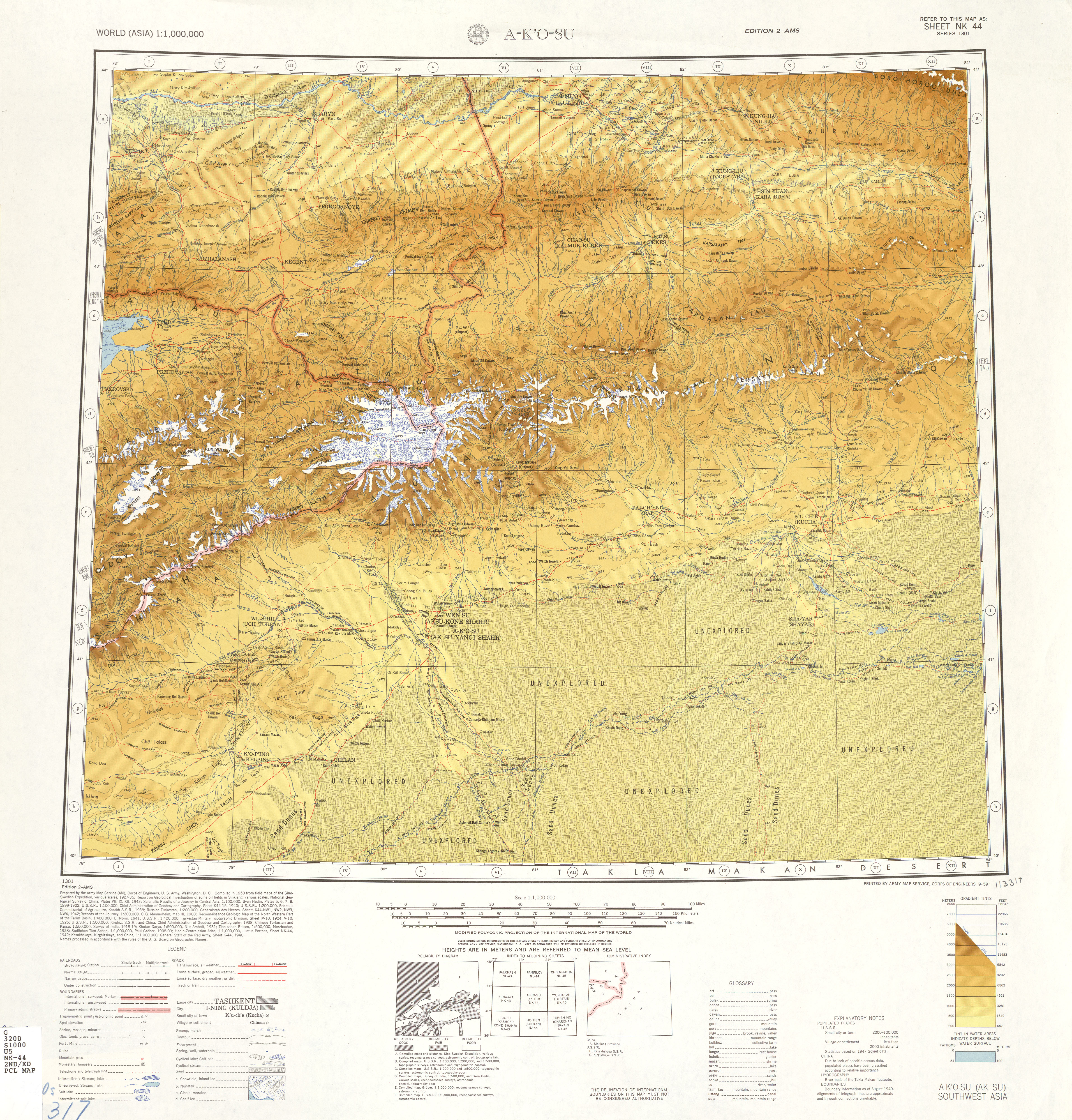
新疆西部地区的地形图，加格斯台河在图中中上方，标注为Jagaastai。

加格斯台河，位于中华人民共和国新疆维吾尔自治区伊犁哈萨克自治州察布查尔锡伯自治县境内的一条河流，为伊犁河左岸支流。河名为蒙古语“多鱼”之意。发源于乌孙山海拔3391米的白什沙拉山隘，自源头由东南向西北流约17千米后转向北流，于加尕斯台镇努拉洪布拉克村以东出山口，出山口处建有加格斯台水库。山口以下河流转向东北流，经距山口8千米的加尕斯台镇进入冲洪积平原。通过加格斯台渠首及引水工程，部分河水被引入下游加格斯台镇灌区，余水沿河床在海努克乡政府驻地下游渗入地下。山口以上河长21千米，集水面积231平方千米。